# Leonid Breitfuß

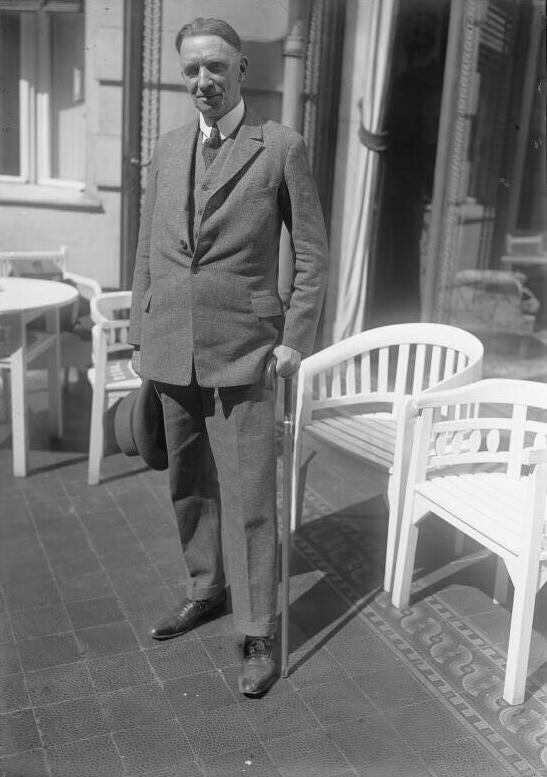
Leonid Breitfuß 1929 in Berlin

Ludwig Gottlieb „Leonid“ Breitfuß (russisch Леонид Львович Брейтфус; * 1. Dezember 1864 in Sankt Petersburg, Russisches Kaiserreich; † 20. Juli 1950 in Bad Pyrmont, Niedersachsen) war ein deutscher Meeresbiologe und Polarforscher.

## Leben
Leonid Breitfuß stammte aus einer deutschen Petersburger Kaufmannsfamilie. Sein Großvater hatte sich zur Regierungszeit Katharinas der Großen von Rastenburg in Ostpreußen kommend in St. Petersburg niedergelassen. Breitfuß besuchte die deutschsprachige Petrischule.
1889 begann er an der Universität Berlin ein naturwissenschaftliches Studium mit dem Schwerpunkt Biologie. Er wurde 1898 als akademischer Schüler von Franz Eilhard Schulze mit einer Arbeit über Kalkschwämme promoviert. Noch während des Studiums knüpfte er Kontakte zu Naturwissenschaftlern wie Hermann von Helmholtz, Ernst Haeckel, Carl Chun und Wilhelm von Bezold sowie dem Polarforscher Fridtjof Nansen.
1898–1908 war er Mitglied, ab 1902 Leiter der vom Zoologen Nikolai Knipowitsch initiierten russischen Murman-Expedition zur biologisch-ozeanographischen Erforschung des nördlichen Eismeers. Seit 1912 leitete Breitfuß die meteorologisch-ozeanographische Abteilung des Hydrographischen Amtes der Kaiserlich Russischen Marine in St. Petersburg und verblieb auch nach der Oktoberrevolution bis 1920 in dieser Position. Er organisierte 1914/15 die Rettungsexpeditionen für die in Not geratenen russischen Polarexpeditionen Georgi Sedows, Georgi Brussilows und Wladimir Russanows, konnte aber letztlich nicht helfen. Erfolgreicher war seine 1920 mit dem norwegischen Kapitän Otto Sverdrup unternommene Rettungsaktion für den in der Karasee eingefrorenen Eisbrecher Solowej Budimirowitsch (später Malygin). Es gelang ihnen, mit dem Eisbrecher Swjatogor (später Krasin) zur Solowej Budimirowitsch vorzudringen und das Schiff aus dem Eis zu befreien.
Anschließend übersiedelte Leonid Breitfuß nach Berlin. Seine wissenschaftliche Hauptbeschäftigung galt dort den Fragen der Nordostpassage. Daneben engagierte er sich in der Internationalen Studiengesellschaft zur Erforschung der Arktis mit dem Luftschiff (Aeroarctic), deren Gründungsmitglied er 1924 war. Auf der Sitzung eines vom Vorstand der Aeroarctic berufenen Sonderausschusses regte Breitfuß am 16. November 1926 die Durchführung eines zweiten Internationalen Polarjahrs an, das genau 50 Jahre nach dem ersten stattfinden sollte. Der Meteorologe Johannes Georgi, der an der Sitzung teilgenommen hatte, erneuerte den Vorschlag ein Jahr später an der Deutschen Seewarte in Hamburg, deren Leiter, Hugo Dominik (1872–1933), ihn an die Internationale Meteorologische Organisation weiterleitete. Breitfuß gilt damit als wichtiger Initiator des zweiten Internationalen Polarjahres. Ab 1928 redigierte er die Zeitschrift  Arktis. Nach dem Tod Fridtjof Nansens, der als Gründungspräsident der Aeroarctic auch Herausgeber ihrer Zeitschrift gewesen war, wurde sie ab 1930 gemeinsam von Breitfuß, Arthur Berson und Walther Bruns herausgegeben. 
Bis 1936 forschte Breitfuß am Zoologischen Institut der Universität Berlin erneut vor allem an Kalkschwämmen und verwaltete die Bibliothek des Instituts. 
Während des Zweiten Weltkriegs arbeitete er an einem großen Standardwerk über die Polarforschung, das ein Verzeichnis von über 3000 Polarreisen beinhalten sollte. Durch Kriegseinwirkung wurde der Entwurf jedoch vernichtet.
1945 bekam der über 80-jährige Breitfuß eine Anstellung am Deutschen Hydrographischen Institut, einem bis 1948 unter der Verwaltung der britischen Marine arbeitenden Nachfolgers der Deutschen Seewarte in Hamburg. Zu dieser Zeit war der spätere Chemiker Bruno Sansoni sein Privatsekretär.
Nach Breitfuß’ Tod wurde seine Polarbibliothek von den Erben an das Scott Polar Research Institute in Cambridge verkauft.
Leonid Breitfuß veröffentlichte neben Berichten über die Murman-Expedition (acht Bände) 1943 Das Nordpolargebiet. Seine Natur, Bedeutung und Erforschung und 1949 unter anderem Die Antarktis, ihre Natur, Erforschung und Walfang. Insgesamt hat er über 200 wissenschaftliche Arbeiten auf den Gebieten der Zoologie, der Ozeanographie und der Geschichte der Polarforschung verfasst.
Breitfuß’ Tätigkeit wurde mehrfach geehrt. Die Russische Geographische Gesellschaft in St. Petersburg verlieh ihm die Goldene Lütke-Medaille. Die russische Regierung berief ihn zum wirklichen Staatsrat. Die norwegische Regierung verlieh ihm das Kommandeurskreuz zum Sankt-Olav-Orden. Ein Kap der Hooker-Insel (Franz-Josef-Land) ist ebenso nach ihm benannt wie der Breitfuß-Gletscher in der Antarktis.

## Werke (Auswahl)
- Leonid Breitfuß: Die arctische Kalkschwammfauna. Inauguraldissertation, Stricker, Berlin 1898
- Leonid Breitfuß: Irrfahrten im Lande des Weißen Todes. Erlebnisse und Tagebuchaufzeichnungen des ersten Steuermanns Albanow der Brussilow-Expedition (1912–1914) auf seiner Reise von Bord der „St. Anna“ nach dem Kap Flora. Perthes, Gotha 1925
- Leonid Breitfuß: Das Nordpolargebiet. Seine Natur, Bedeutung und Erforschung. Springer, Berlin 1943 (eingeschränkte Vorschau in der Google-Buchsuche)
- Leonid Breitfuß: Erforschung der Polargebiete 1932–1947. Perthes, Gotha 1950